# Ooceraea papuana
Ooceraea papuana (лат.) — вид муравьёв рода Ooceraea из подсемейства Dorylinae (ранее в Cerapachyinae). Ранее с 1902 по 2016 годы был известен как Cerapachys papuanus.

## Распространение
Новая Гвинея.

## Описание
Мелкие муравьи коричневого цвета, длина 2—3 мм. Усики рабочих и самок 9-члениковые. От близких видов (Ooceraea pusilla и Ooceraea pawa) отличается размерами тела и более узким постпетиолем, менее скульптированной головой. Стебелёк между грудкой и брюшком двухчлениковый (следующий за петиолем III-й абдоминальный сегмент узкий и превращён в постпетиоль), но явные перетяжки между следующими абдоминальными сегментами (IV, V и VI) отсутствуют. Проното-мезоплевральный шов развит. Проподеальные дыхальца находятся в нижней части заднегрудки. Пигидиум с модифицированными щетинками. Оцеллии отсутствуют, сложные глаза редуцированные (1—5 фасеток) или отсутствуют. Нижнечелюстные щупики рабочих 3-члениковые, нижнегубные щупики состоят из 2 сегментов. Средние и задние голени с одной гребенчатой шпорой. Куколки голые (коконы отсутствуют). Гнездятся в почве.